# Валени (Салаж)
Валени (рум. Văleni) насеље је у Румунији у округу Салаж у општини Кристолц. Oпштина се налази на надморској висини од 313 m.

## Становништво
Према подацима из 2002. године у насељу је живело 475 становника, од којих су сви румунске националности.